# Martori dispăruți
Martori dispăruți este un film românesc din 1988 regizat de Dan Mironescu. Rolurile principale au fost interpretate de actorii Marga Barbu, Șerban Ionescu, Szabolcs (Szobi) Cseh.

## Distribuție
Distribuția filmului este alcătuită din:
- Șerban Ionescu — Gherasim Cudalbu
- Natașa Raab — Năstăsica
- Maria Rotaru — madame Agnes
- Ion Cojar — contele Szilvester
- Manuela Hărăbor — Roxana
- Alexandru Lungu — Costache Vulpescu
- Ștefan Velniciuc — Filimon Andronache
- Marga Barbu — Zulnia
- Carmen Trocan — fata din piață
- Constantin Codrescu — Pană Vulpescu
- Szabolcs (Szobi) Cseh — Eremia Stăvaru
- Radu Stoenescu — Agopian
- Papil Panduru
- Petre Nicolae — Scarlat Jianu
- Valeriu Paraschiv
- Nicolae Urs — Chiosea

## Primire
Filmul a fost vizionat de 1.871.047 de spectatori în cinematografele din România, după cum atestă o situație a numărului de spectatori înregistrat de filmele românești de la data premierei și până la data de 31 decembrie 2014 alcătuită de Centrul Național al Cinematografiei.